# Manduca jasminearum
Manduca jasminearum là một loài bướm đêm thuộc họ Sphingidae, phân bố từ phía đông của sông Mississippi tới Đại Tây Dương, phổ biến ở Đông Bắc Hoa Kỳ.
Sải cánh dài 84–105 mm. Có hai lứa trưởng thành một năm con trưởng thành bay từ tháng 5 đến tháng 9. Chúng hút mật hoa.
Ấu trùng của loại này chủ yếu ăn Fraxinus, nhưng cũng được ghi nhận trên các loài Syringa và Ulmus.

## Hình ảnh

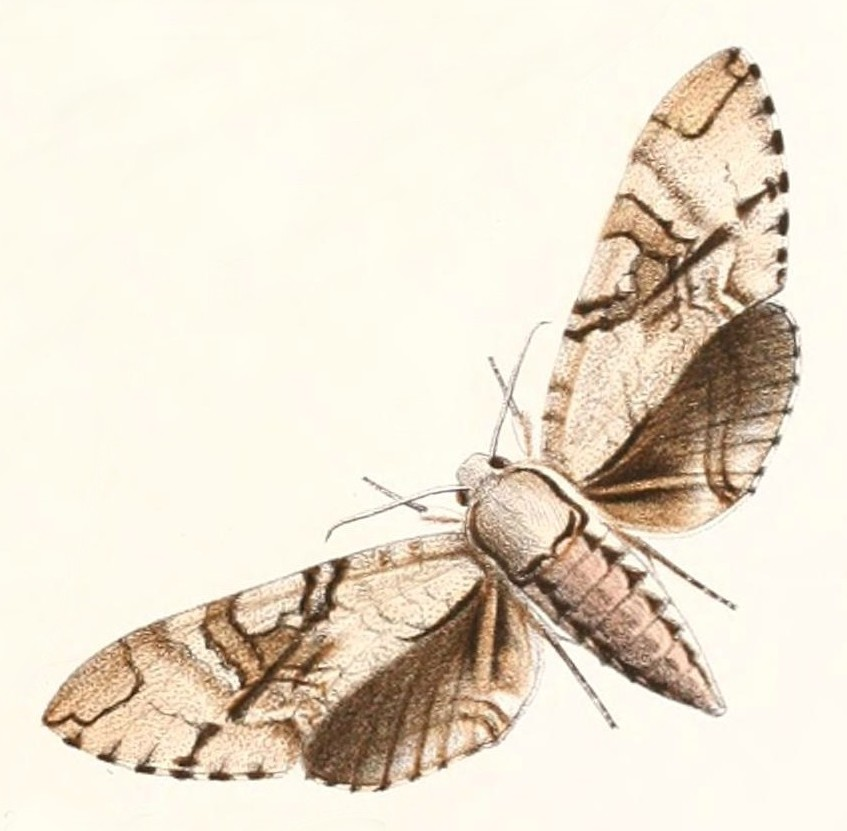